# کارول گاتاز
کارول گاتاز (پرتغالی: Carol Gattaz؛ زادهٔ ۲۷ ژوئیهٔ ۱۹۸۱) بازیکن والیبال اهل برزیل است.